# Leptobrachella neangi
Leptobrachella neangi — вид жаб родини азійських часничниць (Megophryidae). Описаний у 2020 році.

## Поширення
Ендемік Камбоджі. Поширений в Кардамонових горах. Виявлений в заповіднику Пном Самкос в окрузі Веал Венг провінції Поусат на заході країни.